# Maria Marques
Maria Marques (Jaguarão, 07 de maio de 1924) é uma cientista brasileira. Foi professora da Universidade Federal do Rio Grande do Sul até 1994, quando se aposentou.
Ocupou os cargos de Presidente da Sociedade de Fisiologia do Rio Grande do Sul (1976-1980), Secretária Regional da SBPC (1977-1978) e Presidente da Sociedade Brasileira de Fisiologia (1991-1994). É membra da Academia Brasileira de Ciências  desde 1996.
Coordenou programa de pós-graduação de Fisiologia.

## Formação e atuação
Em Jaguarão, sua cidade natal, Maria Marques fez aulas de piano com seus cinco irmãos, e continuou estudando piano até os 25 anos. Estudou em uma escola protestante, apesar da família ser católica, e relata ter sofrido preconceito religioso por isso.
Maria Marques recebeu apoio de seu pai, que era engenheiro agrônomo, para se manter nos estudos. Fez o curso científico de nível secundário em Porto Alegre, quando teve aulas de Biologia com o prof. Pery Riet Corrêa, durante as quais se apaixonou pela fisiologia. Então, cursou Bacharelado em História Natural na PUCRS, onde Pery também lecionava.
Se formou em 1950, e começou a trabalhar como auxiliar de pesquisa no Instituto de Fisiologia Experimental, onde trabalhou com a equipe de Bernardo Houssay, professor Argentino que havia ganhado o prêmio Nobel em 1947 e que comandava o Instituto de Biologia e Medicina Experimental de Buenos Aires. Na época, mulheres não poderiam ser professoras da instituição, mas Maria atuava mesmo assim, recebendo seu salário "por baixo do pano" por intermédio de Pery.
Maria fez sua pesquisa sobre pâncreas endócrino, e os hormônios insulina e glucagon. Fez Doutorado em Ciências na Faculdade de Filosofia, Ciências e Letras da USP, orientada por Paulo Sawaya, e obteve o título em 1965. A pesquisa rendeu um artigo sobre administração prolongada de glucagon em tartarugas Chrysemys d'orbignyi durante a hibernação.
Maria considera como o "período áureo" da fisiologia na UFRGS de 1954, com a inauguração do Instituto de Fisiologia Experimental da UFRGS, até 1968. Nessa época havia o convênio com Houssay, foi criada a Sociedade de Fisiologia do Rio Grande do Sul e realizados vários eventos científicos. Com a reforma universitária de 1968 houve uma reorganização dos institutos e departamentos da universidade, o que diminui o espaço para a fisiologia, segundo conta Maria. Além disso, nesse momento as carreiras de pesquisador e professor universitário foram fundidas, e Maria passou a lecionar.
Para revitalizar o setor de fisiologia, foi criado o programa de pós-graduação, com o mestrado em 1976 e doutorado em 1987.
Durante a gestão de Hélgio Trindade como reitor da UFRGS (1992-1996), Maria foi presidente da 5ª Câmara (que hoje é chamada Câmara de Pós-graduação). Maria Marques defendeu o curso de pós-graduação em Música, que foi criado em 1986, e durante sua estadia na Câmara de Pós-graduação foi criado o Doutorado em Música, em 1995.
Se aposentou em 1994, mas continuou participando de pesquisas científicas, orientando estudantes de mestrado e doutorado.

## Vida pessoal
Maria nunca se casou nem teve filhos. Seus cinco irmãos e irmãs lhe  deram 18 sobrinhos e 22 sobrinhos-netos até 1997.
Pelo seu nome curto e comum, relata que teve inúmeros problemas ao longo da vida, com "cheques, cartórios, protestos". De fato, em 2021, o perfil da pesquisadora no site da Academia Brasileira de Ciências linka ao currículo Lattes de uma outra pessoa com o mesmo nome.

## Honras
Em 1997, recebeu o prêmio de professora emérita da UFRGS, e se emocionou na ocasião. No ano seguinte, recebeu a Ordem Nacional do Mérito Científico na classe de comendadora.
O “Prêmio Maria Marques” foi instituído pela Sociedade de Fisiologia do Rio Grande do Sul em homenagem à pesquisadora e sua importância na história da fisiologia no Brasil. O prêmio é anunciado durante eventos científicos da sociedade.